# 가사기역
가사기역(일본어: 笠置駅, かさぎえき 가사기에키[*])은 일본 교토부 소라쿠군 가사기정에 있는, 서일본 여객철도의 철도역이다.
간사이 본선 세키 역에서 가사기 역까지는 서일본 여객철도 오사카 지사의 가메야마 철도부가 관할하고 있으며, 오사카 방면 인접역인 가모 역부터는 오사카 지사가 직접 관할하고 있다. 가사기 역 이동 구간을 포함한 가메야마 철도부 관할 구간에서는 이코카 및 제휴 교통카드의 사용이 불가능하다.

## 역 구조
섬식 1면 2선 구조의 지상역으로, 열차간 교행 시설이 갖추어져 있다. 역사와 승강장은 과선교로 이어져 있다. 가메야마 철도부가 관리하는 간이 위탁역으로, 아침과 저녁 시간대에는 역무원이 머무르지 않는다. 역사에는 코인 라커가 있다.

### 승강장
| 1 | ■ 간사이 본선 (하행) | 가모 · 나라 방면     |
| 2 | ■ 간사이 본선 (상행) | 쓰게 · 가메야마 방면 |

## 역세권 정보
- 가사기 온천
- 가사기 우체국
- 교토 부립 가사기 산 자연공원

## 역사
- 1897년 11월 11일 - 간사이 철도가 우에노 역 (지금의 이가우에노 역)에서 가모 역까지 철도 노선을 개통할 때 새로이 개업했다.
- 1907년 10월 1일 - 간사이 철도의 국유화에 따라 일본국유철도의 역이 되었다.
- 1909년 10월 12일 - 선로 명칭 제정에 따라 간사이 본선 소속이 되었다.
- 1987년 4월 1일 - 민영화에 따라 서일본 여객철도의 역이 되었다.

## 인접한 역

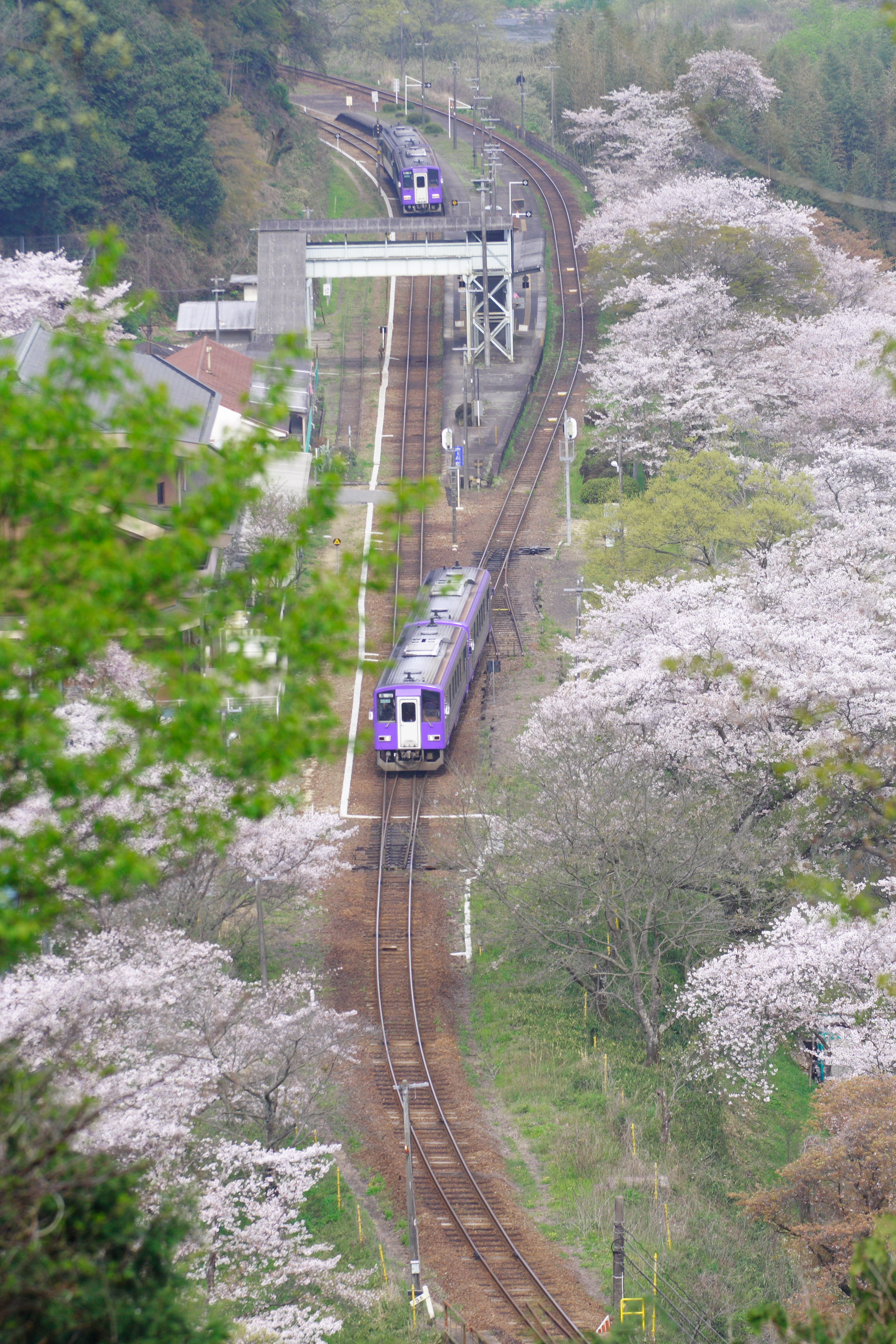
벚꽃에 둘러싸인 가사기 역. 아래쪽 방향이 가메야마 방면.

| 서일본 여객철도 간사이 본선 | 서일본 여객철도 간사이 본선 | 서일본 여객철도 간사이 본선 |
| --------------------------- | --------------------------- | --------------------------- |
| 오카와라 가메야마 방면      | ■ 간사이 본선               | 가모 가모 방면              |